# Aplonis atrifusca
Aplonis atrifusca là một loài chim trong họ Sturnidae.